# Madonna der Kalaschnikow
Madonna der Kalaschnikow (Madonna Kalashnikov) ist ein 2012 entstandenes Werk des US-amerikanischen Künstlers Chris Shaw. Es zeigt Maria als „Gottesgebärerin“ (Theotokos), die anstelle des Jesuskindes eine Kalaschnikow in den Armen hält, und wurde 2013 im San Francisco Museum of Modern Art ausgestellt. Mit dem Schriftzug „Jungfrau Maria“ wurde die Madonna der Kalaschnikow in den ukrainischen Streitkräften seit 2015 als Aufnäher (morale patch) getragen. Anfang 2018 wurde die Kalaschnikow in den Händen Mariens durch die Panzerabwehrwaffe Javelin ersetzt; seither verbreitete sich die „Heilige Javelina“ (ukrainisch Свята Джавеліна Svjata Džavelina) als Meme in ukrainischen sozialen Medien.

## Beschreibung

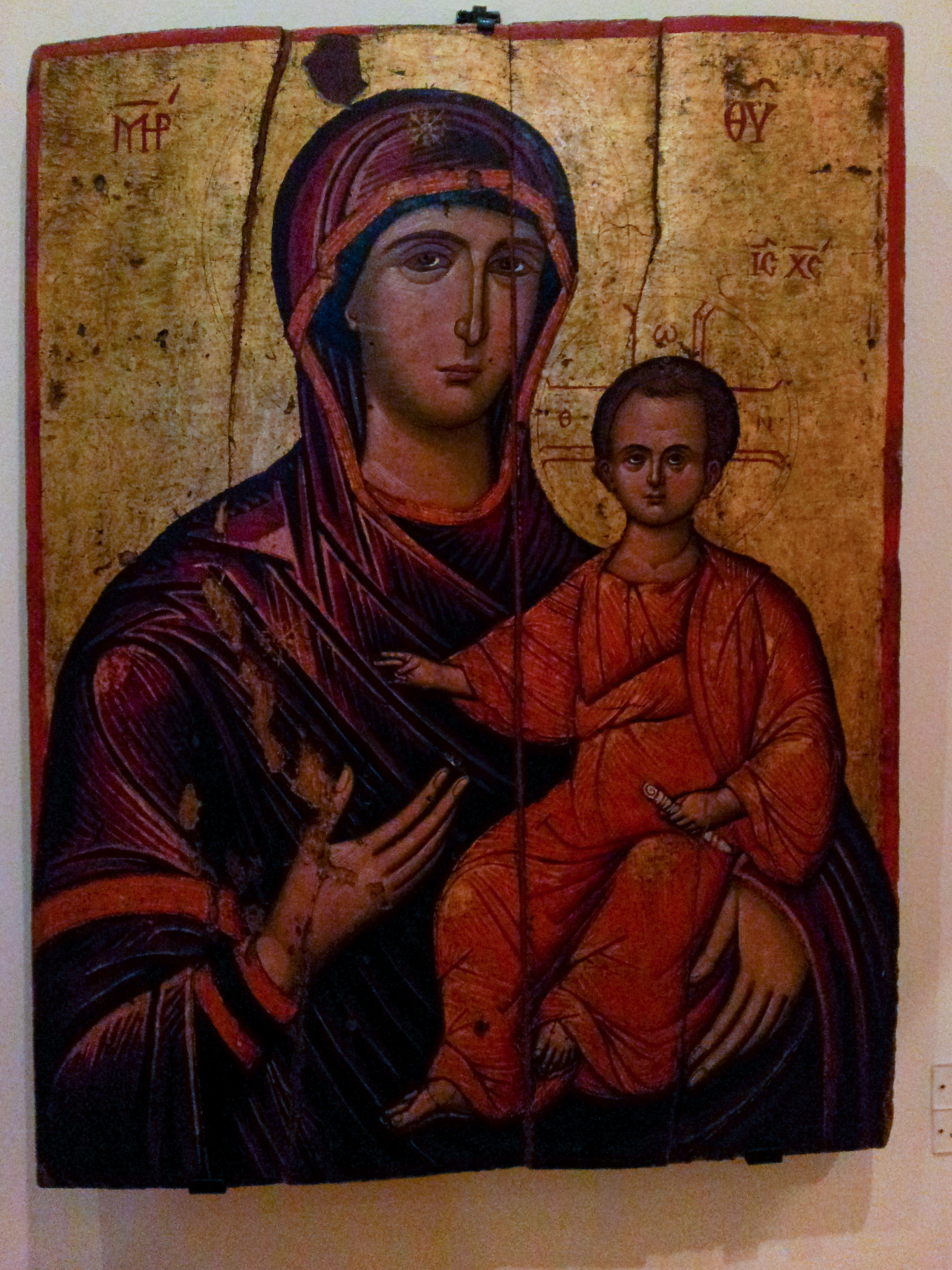
Ikone Panagia Hodegetria, griechisch, 17. Jahrhundert, Byzantinisches Museum Ioannina

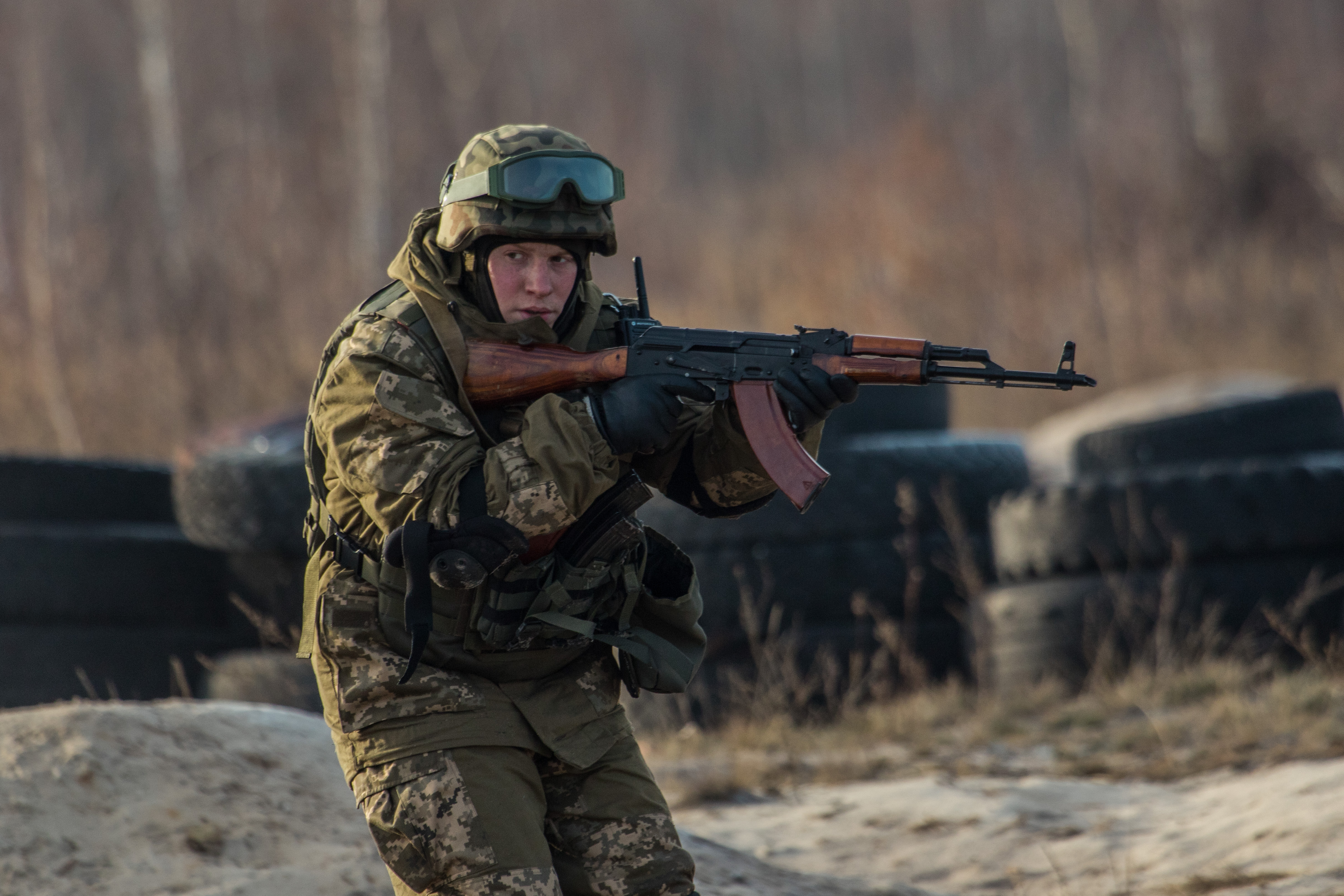
Ukrainischer Nationalgardist mit AK-47 (2015)

Die Madonna der Kalaschnikow ist ein 30″ × 40″ großes Acrylgemälde. Vor anthrazitgrauem Hintergrund ist eine Theotokos des Hodegetria-Typs („Wegweiserin“) zu sehen. Dieser ikonographische Typ ist dadurch gekennzeichnet, dass Maria als Halbfigur, frontal dargestellt, ihren Sohn Jesus Christus im linken Arm hält, der sich aufrecht sitzend mit segnender Geste dem Betrachter zuwendet, und mit ihrer rechten Hand auf ihn als Erlöser der Welt hinweist.
Anstelle des Jesuskindes trägt die Figur eine Kalaschnikow, und zwar, durch das Vorbild der Ikone bedingt, seitenverkehrt: Die linke Hand hält den Pistolengriff, der Zeigefinger liegt auf dem Abzug, die rechte Hand ruht auf dem Vorderschaft des Sturmgewehrs, das über die rechte Schulter Mariens nach oben gerichtet ist.
Die Madonna der Kalaschnikow ist gekleidet in ein dunkelblaues gefälteltes Untergewand mit grauem Kragen und einen türkis-grün changierenden Umhang mit weißem Saum, der über den Kopf gezogen ist. Ihr Kopf mit auffällig kirschrotem Mund ist leicht nach links geneigt, der Blick richtet sich auf den Betrachter. Ihr glattes braunes Haar fällt locker auf die linke Schulter. Für den Heiligenschein wählte Shaw die Farbe Siena und für die Waffe Blattgold. Einzelne Nieten der Waffe sind durch Siena hervorgehoben.

## Madonnen im Werk von Chris Shaw
Chris Shaw (geboren 1967) ist seit den 1980er Jahren durch zahlreiche Art-&-Rock-Poster bekannt. Seine Madonnen zeichnen sich durch eine lebhafte Farbgebung aus. 2010 schuf Shaw das Werk Madonna of the 40oz (ungefähr: Madonna der Literflasche). Nach dem Vorbild einer Marienikone des Glykophilousa-Typs ist eine Maria dargestellt, die vor einem Hintergrund aus Dollarnoten eine Bierflasche der Marke Colt 45 im Arm hält und dem Betrachter das Etikett präsentiert, wobei ihre leuchtend blauen Augen nach oben gedreht sind.
2012 folgten die Madonna der Kalaschnikow und die Madonna des Sprengstoffgürtels (Madonna of the Suicide Vest). Letztere hält eine Handgranate in der rechten Hand, der Zeigefinger der linken Hand berührt den Auslöser des Sprengstoffgürtels. Bereits 2010 nutzte Shaw das Motiv der Madonna des Sprengstoffgürtels für ein Konzertplakat von Bad Religion.
Im Jahr 2013 kamen mehrere Madonnen der Wissenschaft neu hinzu, die Atommodelle, ein Mikroskop, einen Tintenfisch, einen Menschen- und Affenschädel oder einen Magneten präsentieren. Neben orthodoxen Ikonen nahm Shaw auch Mariendarstellungen der Renaissance als Vorbilder für seine Werke.
Shaw nutzt seine Madonnen nach eigenen Angaben als (an sich bedeutungslose) Trägerfiguren, die dem Betrachter ganz unterschiedliche Objekte präsentieren können: „Ich gebrauchte die Madonna, um die Objekte zu halten, zu denen ich eine Aussage machen wollte. Sie ist buchstäblich das Gefäß, das diese Ideen hält, wie sie (ein Gefäß) für Jesus war“ (I used the Madonna to hold the things that I chose to comment on. She’s literally the vessel to hold these ideas, as she was with Jesus). Ihn interessiert der geometrische Aufbau, der bei orthodoxen Ikonen formelhaft festgelegt ist, aber auch Madonnen der Renaissance kennzeichnet. Er setzt den Aufbau der Marienikone und den Aufbau beispielsweise des Atommodells, das Maria in den Händen hält, zueinander in Beziehung.
Rückblickend schrieb Shaw 2022, dass er mit der Madonna der Kalaschnikow und der Madonna des Sprengstoffgürtels die Ambivalenz von Waffen thematisieren wollte, die sowohl von Terroristen als auch von Freiheitsbewegungen ikonographisch genutzt würden. Da die Kalaschnikow eine russische Waffe sei, habe er sich für eine orthodoxe Marienikone als Vorlage entschieden. Shaw reagierte mit diesen Werken auf den Arabischen Frühling.

## Rezeption
Nach der Madonnen-Ausstellung in San Francisco 2013 setzte in Osteuropa ein illegales Merchandising mit dem Motiv der Madonna der Kalaschnikow ein. 2015 begannen die Streitkräfte der Ukraine, Shaws Madonna als morale patch zu nutzen. Diese Aufnäher zeigen die Madonnenfigur mit Heiligenschein und der Waffe in ihren Händen, darüber den Schriftzug „Jungfrau Maria“ (ukrainisch ДІВА МАРІЯ Diva Marija). Morale patches sind inoffizielle, oft humorvolle Aufnäher, die die Moral der Soldaten heben sollen und außerdem (da sie auch von Zivilisten gekauft werden) die Identifikation der Bevölkerung mit dem Militär vertiefen. Sie haben in den britischen und US-amerikanischen Streitkräften eine lange Tradition.
Im Januar 2018 tauchte die „Heilige Javelina“ (ukrainisch Свята Джавеліна Swjata Dschawelina) erstmals in einem anonymen Beitrag in einer pro-ukrainischen Benutzergruppe im sozialen Netzwerk vk.com auf. Dabei handelt es sich um eine Adaption von Shaws Madonna der Kalaschnikow, bei der die AK-47 in den Händen Mariens durch die Panzerabwehrwaffe Javelin Medium Antiarmor Weapon System ersetzt wurde. Das dunkelgrüne Gewand dieser Madonna erinnert an eine militärische Uniform. Der Javelin war 2018 im Gespräch, weil die Ukraine die hochmoderne Panzerabwehrwaffe von den Vereinigten Staaten kaufte und sie anschließend gegen die von Russland unterstützten Separatisten einsetzte. Die Heilige Javelina gab es also bereits vor dem russischen Überfall auf die Ukraine in den ukrainischen sozialen Medien als ein spaßiges Nischen-Meme in Waffen-Chatgruppen.
Im Mai 2022 erstellte die auf großformatige Wandbilder spezialisierte Künstlergruppe Kailas-V auf einer Hochhauswand in Kiew (Aviakonstruktora-Antonov-Straße 13 im Rajon Solomjanka) ein 10 Meter breites und 20 Meter hohes Wandgemälde der Javelina. Ihr Auftraggeber war das kanadisch-ukrainische Unternehmen Saint Javelin, das seit Beginn des russischen Angriffskriegs auf die Ukraine Sticker mit dem Javelina-Motiv in Nordamerika verkaufte und damit Geld für ukrainische Hilfsorganisationen einwarb. Das Wandgemälde war vom Kunden als „Investition in das kulturelle Kapital der Ukraine“ in Auftrag gegeben worden und sollte „den nationalen Geist der Bürger Kiews heben.“ Es löste eine innerukrainische Debatte aus. Der Allukrainische Rat der Kirchen und religiösen Organisationen (UCCRO) wandte sich an Bürgermeister Vitali Klitschko und Präsident Wolodymyr Selenskyj und forderte Respekt vor religiösen Überzeugungen gemäß den Normen der ukrainischen Gesetzgebung, zumal eine Hochhauswand zum öffentlichen Raum gehöre: „Wir, das gläubige Volk der Ukraine, drücken unsere kategorische Ablehnung aus und protestieren gegen solche Äußerungen öffentlicher Pseudokunst, die religiöse Gefühle und Symbole als Gegenstand der Parodie verwenden.“ Christian Borys, der Gründer von Saint Javelin, erwiderte auf diese Kritik, dass es sich nicht um Blasphemie handle: „Das Bild ist doch offenbar ein Scherz, oder? Es ist ein Meme. Es ist die Art, wie die Leute sich im Internet äußern.“
Im April 2022 schuf Chris Shaw seine eigene Version der Madonna mit Javelin in einem „vielleicht vergeblichen Versuch, meine Kunst irgendwie vom Internet zurückzufordern.“ Dieses Werk befindet sich als Leihgabe im National WWI Museum and Memorial in Kansas City als Teil einer Ausstellung, die sich dem Gebrauch religiöser Motive im Krieg widmet.